# Alfred Kohlhäufl

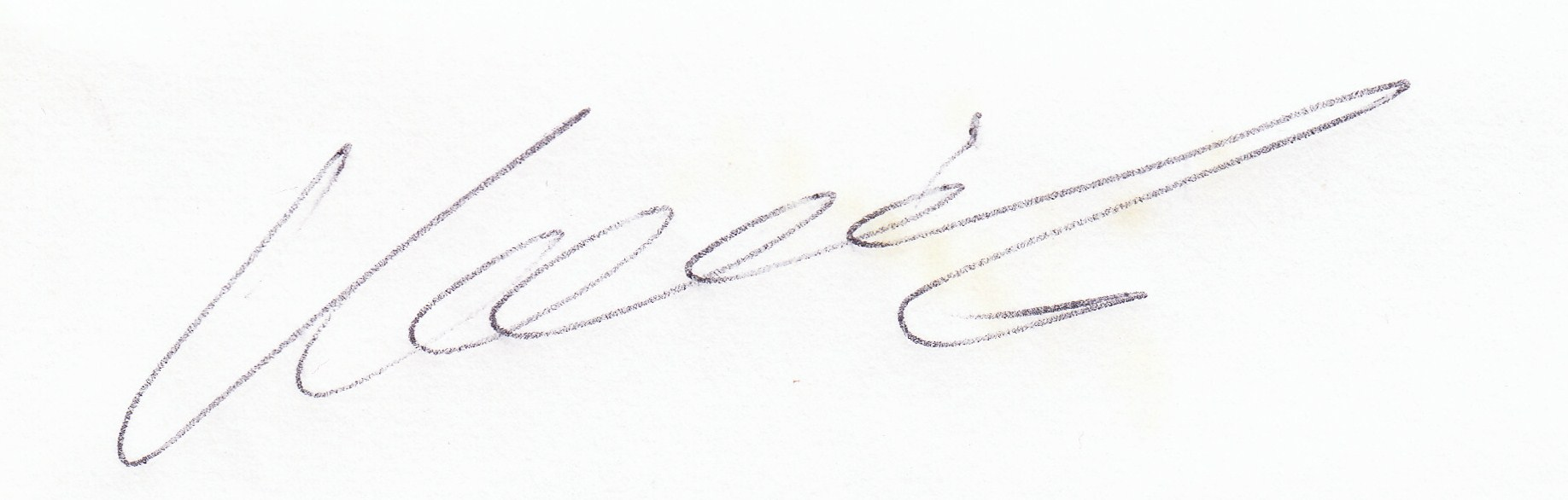
Autogramm von Alfred Kohlhäufl aus der Saison 1978/79

Alfred Kohlhäufl (* 10. Oktober 1946 in München) ist ein ehemaliger Fußballspieler und Trainer. Für die Bundesligisten Borussia Dortmund und TSV München 1860 absolvierte er insgesamt 52 Ligaspiele und erzielte dabei fünf Tore.

## Laufbahn
Alfred Kohlhäufl wuchs in einer fußballbegeisterten Familie mit zahlreichen Brüdern, u. a. dem Musiker Josef Kohlhäufl und dem Kunsterzieher Richard Kohlhäufl, im Ortsteil Oberwalting der Gemeinde Leiblfing auf.
Als A-Jugendlicher bei der SpVgg Plattling erfuhr er frühe Förderung und gehörte als Defensivspieler im Jahr 1965 der deutschen Jugendnationalmannschaft an. Im April agierte er in der DFB-Auswahl, die beim UEFA-Juniorenturnier nach einem 2:1-Sieg gegen Ungarn den fünften Rang belegte. Er spielte beim Turnier auf der Position des Mittelläufers. Mitspieler waren Norbert Nigbur, Egon Köhnen, Berti Vogts, David Scheu, Heiner Schmieh, Walter Bechtold, Ludwig Bründl und Karl-Heinz Kamp. Kohlhäufl stand 1965/66 im Meisterschaftskader des TSV 1860 München, wurde aber in keinem Saisonspiel eingesetzt.
Nach dem Jahr bei den Münchner „Löwen“ ging er einen Schritt zurück und spielte drei Runden in der damals zweitklassigen Fußball-Regionalliga Süd. In der Saison 1966/67 beim 1. FC Pforzheim, wo er es auf 25 Spiele mit einem Tor brachte. Der Verein stieg aber am Saisonende als Letzter ab. Von 1967 bis 1969 absolvierte er 59 Spiele mit drei Toren beim SSV Jahn Regensburg. Bei Jahn machte Kohlhäufl vor allem in der Saison 1968/69 – Regensburg belegte unter Trainer Aki Schmidt und den Mitspielern Gyula Tóth, Gerhard Faltermeier, Willibald Mikulasch und Manfred Ritschel den fünften Rang – durch seine Leistungen den Bundesligisten Borussia Dortmund auf sich aufmerksam und wechselte zur Runde 1969/70 nach Westfalen zum BVB.
Unter Trainer Hermann Lindemann absolvierte Kohlhäufl 22 Bundesligaspiele und erzielte ein Tor. Dortmund belegte mit den Spielern Jürgen Rynio, Ferdinand Heidkamp, Rudi Assauer, Reinhold Wosab, Willi Neuberger, Sigfried Held und Werner Weist den fünften Rang. In Erinnerung blieb auch die Teilnahme am 9:1 Bundesliga-Rekordsieg der Berliner Hertha im Olympiastadion am drittletzten Spieltag.
Im Sommer 1970 folgte das zweite Engagement bei Jahn Regensburg in der Regionalliga Süd. In der Oberpfalz agierte er aus den hinteren Reihen als Spielmacher und brachte es mit seinen Freistößen und Weitschüssen in drei Runden auf 35 Tore in 101 Regionalligaeinsätzen. Nach vier Spielen für Regensburg in der letzten Saison der zweitklassigen Regionalligaära, 1973/74, ereilte ihn erneut der Ruf des TSV 1860 München.
Er erreichte mit den „Löwen“ unter Trainer Rudi Gutendorf hinter dem FC Augsburg und dem 1. FC Nürnberg den dritten Rang. Für die Elf aus Giesing hat er in 25 Spielen zehn Tore an der Seite der Mitspieler Ferdinand Keller, Walter Sohnle, Georg Metzger, Karl-Heinz Mrosko und Wolfgang Gayer erzielt. Als die Löwen am 15. August 1973 zum Heimspiel im restlos überfüllten Olympiastadion (über 80.000 Zuschauer) den FC Augsburg mit Italienheimkehrer Helmut Haller empfingen, spielte Kohlhäufl aber noch für Regensburg. Die ersten drei Runden der neu installierten 2. Fußball-Bundesliga, 1974/75 bis 1976/77, verbrachte er beim Ex-Bundesligisten, ehe er durch die Vizemeisterschaft 1976/77 hinter dem VfB Stuttgart sich mit seinen Mannschaftskameraden für das Qualifikationsspiel für den dritten BL-Aufsteiger gegen den Nord-Vize Arminia Bielefeld qualifizierte. Mitspieler waren in dieser Runde Torhüter Bernhard Hartmann, William Hartwig, Ahmet Glavović, Hans Haunstein, Anton Nachreiner und Georg Metzger.
Trainiert wurden Kohlhäufl und Kollegen von Heinz Lucas. Nach drei Spielen – 0:4; 4:0; 2:0 – stieg Kohlhäufl mit 1860 in die Bundesliga auf. In den drei Runden 2. Bundesliga hat er in 104 Spielen elf Tore erzielt. Er spielte 1977/78 nochmals ein Jahr in der Bundesliga und erzielte vier Tore in 30 Spielen. Das erste Spiel bestritt 1860 München am 6. August 1977 mit einem Heimspiel gegen FC Schalke 04. Beim 0:0-Remis formierte sich die Abwehr mit Hartmann im Tor, Glavovic als Ausputzer, Kohlhäufl als Vorstopper und den zwei Außenverteidigern Hartwig und Wilhelm Bierofka. Am 15. Spieltag überwand er beim unvergesslichen 3:1-Derby-Sieg mit einem 35-m-Schuss die Bayern-Torwartlegende Sepp Maier. Das war damals der erste Saisonsieg nach 11 Niederlagen und drei Unentschieden. Dieses Spiel blieb vielen auch in Erinnerung, weil Karl-Heinz Rummenigge dort 1860s Beppo Hofeditz abgewatscht hat, nachdem der ihn mit „du rote Bayernsau“ angebrüllt hat. Am 34. Spieltag, den 29. April 1978, verabschiedete sich 1860 München mit einem 2:0-Heimerfolg vor noch einmal 7.000 Zuschauern im Münchner Olympiastadion gegen die freundlichen Mitabsteiger vom 1. FC Saarbrücken aus der Bundesliga.
Nach dem Abstieg mit den „Löwen“ gehörte er 1978/79 umgehend der Meistermannschaft von 1860 an und erzielte zur Bundesligarückkehr in 35 Spielen sechs Tore. Ab dem 24. Dezember 1978 hatte Eckhard Krautzun den vormaligen Trainer Lucas abgelöst. Rudi Sturz war neu in der Verteidigung und Franz Gerber machte seinem Ruf als Torjäger an der Seite von Erhard Hofeditz alle Ehre. Das Startspiel verloren die Löwen am 29. Juli 1978 im Olympiastadion mit 1:3 Toren gegen die von Wolfgang Breuer und Manfred Größler angeführte SpVgg Bayreuth. Am 38. Spieltag, den 9. Juni 1979, feierten 40.000 Zuschauer nach dem 3:1-Heimsieg gegen den 1. FC Saarbrücken die Meisterschaft und die Bundesligarückkehr von 1860 München. Danach beendete der Kapitän aber seine höherklassige Laufbahn, der Sportlehrer ging in das Amateurlager und kehrte nach Niederbayern zurück.
Im Löwen-Buch von Grüne und Melchior wird über Kohlhäufl notiert, „dass er als Vorstopper von zentraler Bedeutung für die Mannschaft von Heinz Lucas gewesen war und einen Spieler wie Kohlhäufl hätten die Löwen danach nie mehr gehabt, der den Ball mit so elementarer Wucht unter die Latte hauen konnte.“ Auch wäre er bei den Fans äußerst populär gewesen, nicht nur, weil sie seine sportliche Leistungen schätzten, sondern weil sie wussten, dass hier einer mit vorbildlicher Einstellung und großer Bescheidenheit immer sein Bestes gab.
Kohlhäufl arbeitete ab 1979 als Spielertrainer fünf Jahre lang beim niederbayerischen TSV 1861 Straubing, mit dem er 1980 von der Bezirksliga in die Landesliga und von dort 1982 in die Amateur-Oberliga, wie die drittklassige Bayernliga damals genannt wurde, aufstieg. Nach dem 7. Platz 1983 ging es aber 1984 als Letzter wieder runter und Kohlhäufl verabschiedete sich. In den Saisonen 1989/90 und 1990/91 war er auch jeweils teilweise Trainer der mittlerweile in der Bezirksoberliga spielenden Straubinger. 2000 kehrte wieder zurück stieg aber zum Saisonende aus der Landesliga  in die Bezirksoberliga ab. 2001/02 ging der Niedergang weiter und es folgte der Abstieg in die Bezirksliga. Noch während der laufenden Saison wurde er von Manfred Reumann, einem Urgestein der Straubinger, abgelöst.

## Stationen als Spieler
- 1965–1966: TSV 1860 München
- 1966–1967: 1. FC Pforzheim
- 1967–1969: SSV Jahn Regensburg
- 1969–1970: Borussia Dortmund
- 1970–1973: SSV Jahn Regensburg
- 1974–1979: TSV 1860 München

## Stationen als Spielertrainer
- 1979–1984: TSV 1861 Straubing

## Stationen als Trainer
- 1993–1994: SpVgg Plattling
- 2000–2002: TSV 1861 Straubing